# ドナルド・ヤング
ドナルド・オリバー・ヤング・ジュニア（Donald Oliver Young, Jr., 1989年7月23日 - ）は、アメリカ・イリノイ州シカゴ出身の男子プロテニス選手。身長183cm、体重79kg。左利き、バックハンド・ストロークは両手打ち。ATPツアーでシングルス・ダブルスともに優勝はない。自己最高ランキングはシングルス38位、ダブルス43位。

## 選手経歴

### ジュニア時代
2003年、オレンジボウル16歳以下の部でアメリカ人として1986年ジム・クーリエ以来となる優勝を果たす。2005年ジュニア世界ランキング1位。2005年ジュニア全豪を当時の大会最年少記録で優勝。2005年最終ランキングで最年少記録となる16歳5ヶ月での1位獲得。アフリカ系アメリカ人男子初の世界ランキング1位で、アメリカ人男子が全豪優勝・1位を獲得したのは2000年のアンディ・ロディック以来。
| ジュニアグランドスラム |    |    |    |    |   |
| 全豪オープン           | A  | A  | W  | A  | A |
| 全仏オープン           | A  | 2R | 2R | 3R | A |
| ウィンブルドン         | A  | 2R | SF | 3R | W |
| 全米オープン           | Q1 | 1R | QF | SF | A |

### 2007年 トップ100入り
年間最終ランキングは100位。

### 2011年 トップ50入り
全豪オープンではマリン・チリッチに初戦敗退。その後のBNPパリバ・オープンでは当時世界ランキング4位のアンディ・マリーをストレートで破る番狂わせを起こした。4月のタラハシー・チャレンジャーではATPチャレンジャーツアー通算5勝目を挙げた。
8月のシティ・オープンではATPツアー・500シリーズで初のベスト4入りを果たす。全米オープンでは1回戦でルカシュ・ラツコを下して、2回戦では当時世界ランキング14位のスタニスラス・ワウリンカを4時間21分のフルセットの末に破り、3回戦ではフアン・イグナシオ・チェラをストレートで破り、グランドスラム初の4回戦進出を果たした。4回戦では雨で中断を挟む中、アンディ・マリーに敗れた。
10月初旬のタイ・オープンでは当時世界ランキング14位のガエル・モンフィスを破り、ATPツアー決勝進出。決勝ではマリーに敗れて準優勝。今季の活躍により、年間最終ランキングは39位となり、トップ40入りでシーズン終了を果たした。

### 2012年 ロンドン五輪初出場
昨年のウィンストン・セーラム・オープンでレオナルド・マイエルを破って勝利がなく、17試合連敗をして、長期的な不調となった。
2012年ロンドンオリンピックではアメリカ合衆国代表としてオリンピック初出場を果たす。全米オープンでは1回戦でロジャー・フェデラーに敗れた。年間最終ランキングは190位。

### 2013年 チャレンジャー8勝目
全豪オープンとウィンブルドン選手権では予選突破できず、本戦出場は叶わなかったが、全米オープンでは本戦出場を果たして、1回戦でマルティン・クリザンを下して、初戦突破を果たす。さらにATPチャレンジャーツアーで3勝を挙げて、チャレンジャー通算8勝目を挙げた。年間最終ランキングは96位。

### 2014年 グランドスラム3回戦進出

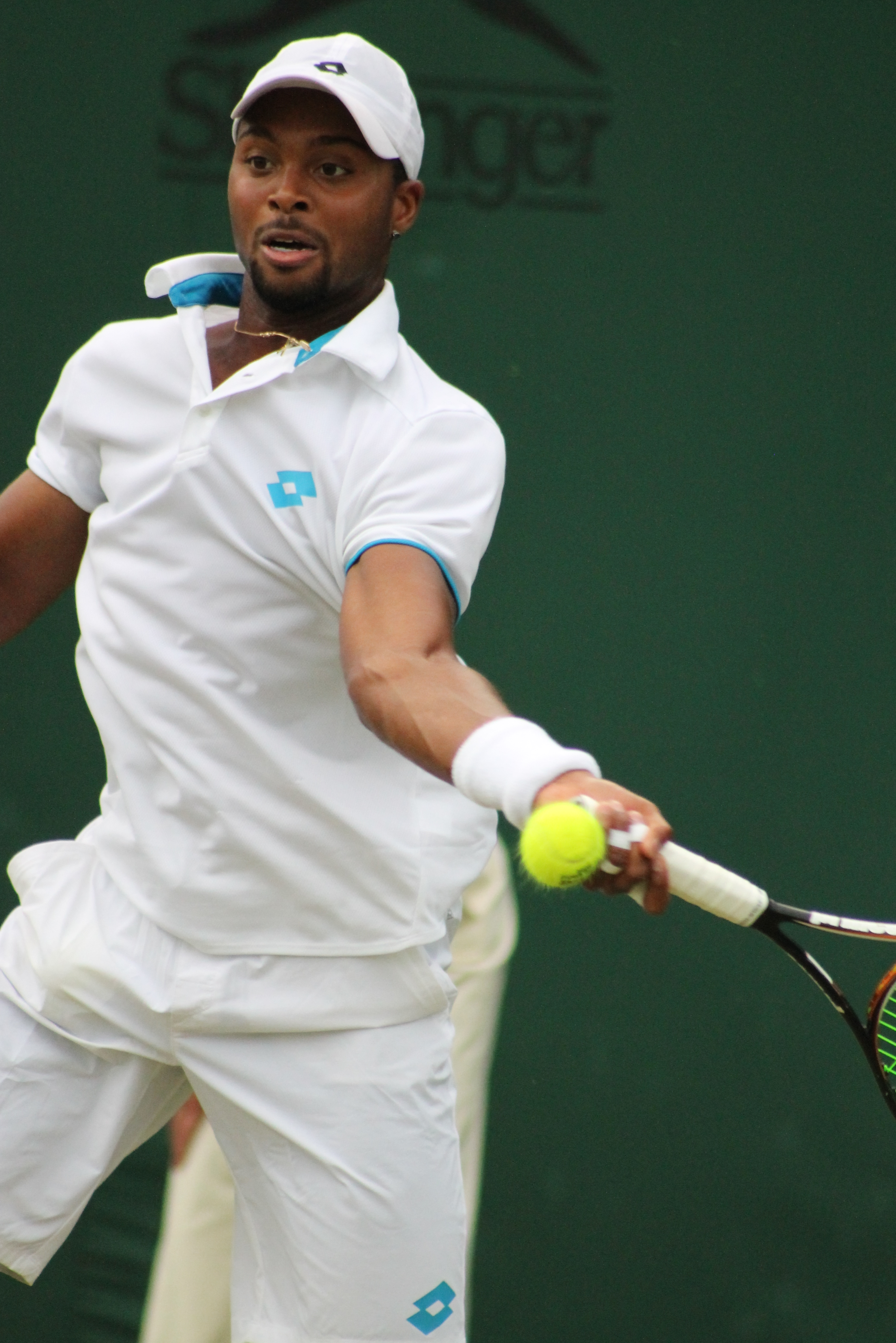
2014年ウィンブルドン選手権でのドナルド・ヤング

全豪オープンではワイルドカードを取得して、本戦3回戦進出を果たしたことで、世界ランキング79位までランキング上昇。デビスカップにはアメリカ合衆国代表として初出場を果たす。イギリス戦でアンディ・マリーに敗れた。
全仏オープンでも四大大会2大会連続で3回戦進出を果たした。3回戦でギリェルモ・ガルシア＝ロペスにフルセットの末に敗れた。シティ・オープンではミロシュ・ラオニッチに敗れたが、ATPツアー・500シリーズでベスト4進出。年間最終ランキングは54位。

### 2015年 グランドスラム4回戦進出
デルレイビーチ・オープンでは2011年以来のツアー決勝進出。決勝でイボ・カルロビッチに敗れて準優勝。3月のデビスカップではイギリスのアンディ・マリーに敗れた。その後のマイアミ・オープンでもマリーに連敗した。全米オープンでは3回戦で当時世界ランキング22位のビクトル・トロイツキをフルセットで下して、2011年以来2度目の4回戦進出をするも、4回戦で第5シードのスタン・ワウリンカに敗れた。年間最終ランキングは48位。

### 2016年 ATPツアーベスト4
ハレ・オープンでベスト4入りをするも、準決勝でジル・ミュラーに3-6, 4-6で敗れた。2016年シーズンではこのベスト4入りが最高戦績であった。年間最終ランキングは88位。

### 2017年 ツアー通算100勝 全仏ダブルス準優勝

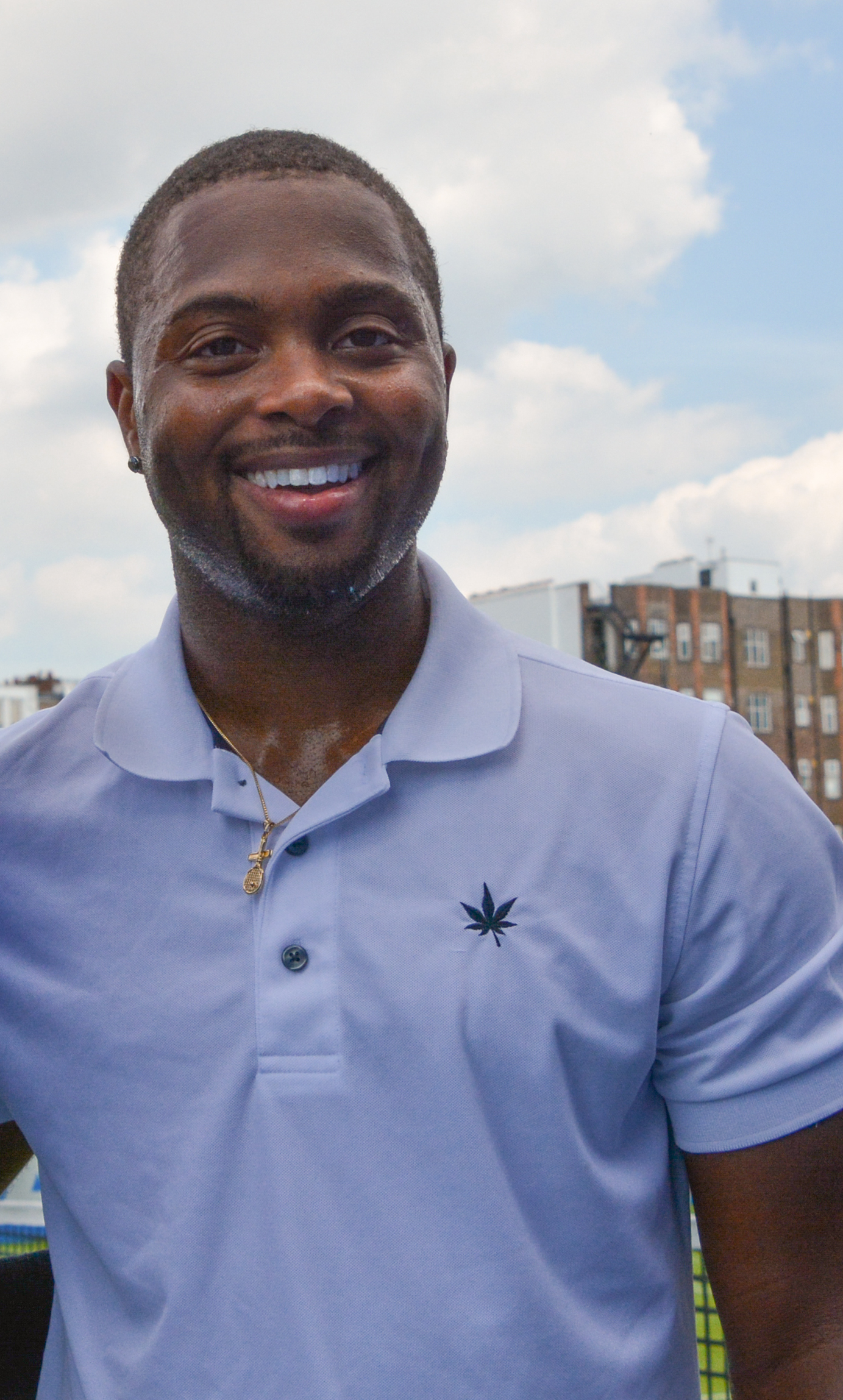
ドナルド・ヤング（2017年）

デルレイビーチ・オープンとメンフィス・オープンではベスト4進出。そしてBNPパリバ・オープンとマイアミ・オープンではATPマスターズ1000ベスト16進出したことで世界ランキング42位まで上昇。全仏オープン男子ダブルスではサンティアゴ・ゴンサレスと組み、グランドスラム初の準優勝を果たした。さらにシングルスツアー通算100勝を達成した。年間最終ランキングは61位。

### 2018-2023年 ランキング急降下
全豪オープンでは1回戦でノバク・ジョコビッチにストレートで敗れた。そして全米オープンでは1回戦でフアン・マルティン・デル・ポトロにストレートで初戦敗退。2019年はATPツアーに僅か2大会しかエントリーしていなかった。2021年にはデルレイビーチ・オープン予選に出場。その時までの世界ランキングはジュニア時代初期である2007年6月4日に記録した335位と同じぐらいの327位までにランキングが下降していた。2022年アトランタ・オープンでは予選にワイルドカードで出場するも、予選2回戦でドミニク・コプファーに敗れた。世界ランキングを646位まで大幅下降させてしまった。

### 2024年 全米混合ダブルス準優勝 引退
テイラー・タウンゼントとの2024年全米オープン混合ダブルスを最期に現役引退を発表した。そして最後の快進撃は続き、4試合を制してグランドスラム初の決勝進出を果たした。決勝ではイタリア人ペアのアンドレア・ババソリ/サラ・エラニ組に6-7(0), 5-7のストレートで敗れ、準優勝を飾り、惜しまれつつも引退した。

## ATPツアー決勝進出結果

### シングルス: 2回 (0勝2敗)
| 大会グレード                            |
| グランドスラム (0-0)                    |
| ATPワールドツアー・ファイナル (0-0)     |
| ATPワールドツアー・マスターズ1000 (0-0) |
| ATPワールドツアー・500シリーズ (0-0)    |
| ATPワールドツアー・250シリーズ (0–2)    |

| サーフェス別タイトル |
| ハード (0–2)         |
| クレー (0-0)         |
| 芝 (0-0)             |
| カーペット (0-0)     |

| 結果   | No. | 決勝日        | 大会           | サーフェス    | 対戦相手         | スコア   |
| ------ | --- | ------------- | -------------- | ------------- | ---------------- | -------- |
| 準優勝 | 1.  | 2011年10月2日 | バンコク       | ハード (室内) | アンディ・マリー | 2–6, 0–6 |
| 準優勝 | 2.  | 2015年3月4日  | デルレイビーチ | ハード        | イボ・カロビッチ | 3–6, 3–6 |

### ダブルス: 2回 (0勝2敗)
| 結果   | No. | 決勝日        | 大会         | サーフェス    | パートナー               | 対戦相手                                                | スコア              |
| ------ | --- | ------------- | ------------ | ------------- | ------------------------ | ------------------------------------------------------- | ------------------- |
| 準優勝 | 1.  | 2015年2月15日 | メンフィス   | ハード (室内) | アルテム・シタック       | マリウシュ・フィルステンベルク サンティアゴ・ゴンサレス | 7–5, 6–7(1), [8–10] |
| 準優勝 | 2.  | 2017年6月10日 | 全仏オープン | クレー        | サンティアゴ・ゴンザレス | ライアン・ハリソン マイケル・ヴィーナス                 | 6–7(5), 7–6(4), 3–6 |

## プレースタイル
左利きを活かしたサーブ&ボレー、バランス型ベースライナーでストロークも安定している選手であるが、決定力が欠けており、プレッシャーに弱いのが弱点である。
2007年弱冠15歳でプロ転向。ジュニア世界ランキング1位を記録して、今まででジュニアランキング1位を獲得したのはアンディ・ロディック以来だったのでアメリカ合衆国で最も期待された選手であった。しかし、プロ転向後は伸び悩み同世代の錦織圭に大きく水をあけられているが、2017年の全仏オープン男子ダブルスで準優勝を記録している。
シティ・オープンと全米オープンが好きな大会であり、得意なサーフェスはハードコートである。憧れていた選手はピート・サンプラスであった。
ラケットはかつてはプリンスやTecnifibreのラケットを使用してた。現在ではダンロップを使用している。ストリングはソリンコハイパーG、シューズはK・Swissを使用している。ウェアは現在ではアメリカ合衆国のアパレルブランドであるBoostを着用している。

## 成績
略語の説明
| W | F | SF | QF | #R | RR | Q# | LQ | A | Z# | PO | G | S | B | NMS | P | NH |

W=優勝, F=準優勝, SF=ベスト4, QF=ベスト8, #R=#回戦敗退, RR=ラウンドロビン敗退, Q#=予選#回戦敗退, LQ=予選敗退, A=大会不参加, Z#=デビスカップ/BJKカップ地域ゾーン, PO=デビスカップ/BJKカッププレーオフ, G=オリンピック金メダル, S=オリンピック銀メダル, B=オリンピック銅メダル, NMS=マスターズシリーズから降格, P=開催延期, NH=開催なし.
| 大会           | 2005 | 2006 | 2007 | 2008 | 2009 | 2010 | 2011 | 2012 | 2013 | 2014 | 2015 | 2016 | 2017 | 2018 | 通算成績 |
| -------------- | ---- | ---- | ---- | ---- | ---- | ---- | ---- | ---- | ---- | ---- | ---- | ---- | ---- | ---- | -------- |
| 全豪オープン   | A    | A    | A    | 1R   | A    | 2R   | 1R   | 2R   | LQ   | 3R   | 2R   | 1R   | 2R   | 1R   | 6–9      |
| 全仏オープン   | A    | A    | A    | 1R   | A    | A    | A    | 1R   | A    | 3R   | 1R   | 1R   | 1R   | LQ   | 2–6      |
| ウィンブルドン | A    | A    | A    | 1R   | LQ   | LQ   | 1R   | 1R   | LQ   | 1R   | 1R   | 2R   | 2R   | LQ   | 2–7      |
| 全米オープン   | 1R   | 1R   | 3R   | 1R   | 1R   | 1R   | 4R   | 1R   | 2R   | 1R   | 4R   | 2R   | 2R   | 1R   | 10–14    |

### 大会最高成績
| 大会                 | 成績 | 年                     |
| -------------------- | ---- | ---------------------- |
| ツアーファイナル     | A    | 出場なし               |
| インディアンウェルズ | 4R   | 2017                   |
| マイアミ             | 4R   | 2017                   |
| モンテカルロ         | 1R   | 2012                   |
| マドリード           | 1R   | 2012, 2015             |
| ローマ               | 1R   | 2012, 2015, 2017       |
| カナダ               | 3R   | 2015                   |
| シンシナティ         | 1R   | 2008, 2010, 2012, 2017 |
| 上海                 | 2R   | 2011                   |
| パリ                 | 1R   | 2011, 2014             |
| オリンピック         | 1R   | 2012                   |
| デビスカップ         | 1R   | 2014, 2015             |